# Chloroacétophénone
La chloroacétophénone, chloracétophénone, ou le chlorure de phénacyle est un composé organique, dérivé de l'acétophénone. C'est un élément utile en synthèse en chimie organique, mais il est historiquement et principalement connu comme gaz lacrymogène, sous le nom de CN, utilisé dans le maintien de l'ordre par les forces de police antiémeute.

## Synthèse
La chloroacétophénone peut être synthétisée par une acylation de Friedel-Crafts du benzène en utilisant du chlorure de chloroacétyle, avec du trichlorure d'aluminium comme catalyseur :

## Agent anti-émeute
On l'a étudié durant les deux guerres mondiales, mais pas utilisé. Les forces américaines l'ont utilisé au Vietnam. Du fait de sa toxicité plus élevée, il a largement été supplanté par le 2-chlorobenzylidène malonitrile (CS). Achetée en 1937 par la Turquie de Mustafa Kemal Atatürk à l'Allemagne nazie, elle aurait aussi été utilisée lors du massacre de Dersim. La police soviétique en aurait également fait usage dans le maintien de l'ordre au cours des années 1980.
Le CN est toujours utilisé par les forces de police ou paramilitaires, sous forme de petits aérosols pressurisés sous le nom de  « Mace » ou gaz lacrymogène. Son usage a aussi chuté par le développement d'aérosols à base de gaz poivre qui fonctionne plus rapidement, et dont l'effet disparaît plus rapidement que le CN.
Le terme « Mace », à l'origine la marque de premier fabricant d'aérosol au CN, est devenu une marque utilisée comme nom aux États-Unis, comme synonyme de gaz lacrymogène.
Comme le gaz CS, ce composé irrite les muqueuses (bouche, nez, yeux, etc.). Parfois il peut avoir des effets plus généraux, comme une syncope, ou une perte temporaire de repères. Plus rarement, il peut provoquer des irritations cutanées, voire des dermatites de contact allergique.
Une haute concentration en CN peut causer des dommages aux épithéliums de la cornée voire un chémosis. Le CN serait à l'origine d'au moins cinq morts, par lésions pulmonaires ou asphyxie.